# 吴演相
吴演相（韓語：오연상；，1957年1月12日—）是韩国一位医生、教授。
1987年1月14日，韩国大学生朴锺哲在南营洞对共分室被酷刑拷问致死，吴演相在检查尸体后，首次提出拷问致死的可能性，对查清事件真相起了重要作用。

## 朴锺哲被拷问致死案
1987年，吴演相在中央大學龙山医院担任讲师，1月14日11时45分左右，与3名调查员和另外1名护士，乘坐救护车前往南营洞对共分室5楼509号调查室。
吴演相医生到达现场后，对一名躺在床上全身赤裸仅着内裤的年轻男子实施心肺复苏，在注射强心剂后，仍未出现复苏迹象，30分钟后，吴演相做出死亡诊断。对共分室随后将尸体裹上毛毯，装上担架后送往龙山医院，试图做出“死者在进入医院急诊室前仍然生存”的假象，吴演相紧急联系医院后，阻止了这一企图。
1月16日，吴演相向记者提供了拷问的证据，当晚他被带到龙山一家酒店，被检察机关扣押了24小时。1月17日，在新吉洞对共分室再次接受调查，之后过了一周的逃亡生活。事件，吴演相遭到恐吓与威胁，并一度被警方监视。

## 事后
朴锺哲案真相揭露后，吴演相拒绝了多个政界人士邀请他从政的建议，仍然从事医生职业。
吴演相在中央大学担任医生、教授期间，对糖尿病进行了很多研究。
由于对朴锺哲被拷问致死事件中查清真相的贡献，1987年，韓國基督教教會協會（KNCC）授予吴演相第一届KNCC人权奖。